# Ali Dia
Ali Dia (Dakar, 20 augustus 1965), is een Senegalees voormalig voetballer die speelde als spits. Hij speelde één officiële wedstrijd voor Southampton en werd door The Times verkozen tot slechtste voetballer in Engeland sinds 1970.

## Carrière
Dia speelde eind jaren '80 en begin jaren '90 voor verschillende clubs in de lagere divisies van Frankrijk, Finland en  Duitsland. In 1996 kwam hij terecht bij de Engelse amateurclub Blyth Spartans AFC, maar hij kwam hier niet verder dan één invalbeurt. 

### Southampton
In november 1996, enkele dagen na de invalbeurt voor Blyth, tekende hij opeens een contract bij Premier League-club Southampton. Iemand van Southampton werd gebeld door iemand die zich voordeed als George Weah. De Liberiaan werd in 1995 verkozen tot wereldvoetballer van het jaar. De man aan de telefoon, een studiegenoot van Dia, probeerde Southampton ervan te overtuigen dat Southampton zijn neef, Ali Dia, naar de club moest halen. Hij maakte de club wijs dat hij had gespeeld voor Paris Saint-Germain en dat hij 13 interlands op zijn naam had staan waarin hij twee maal had gescoord. Trainer Greame Souness ging akkoord en bood Dia een contract aan voor één maand, ook omdat de club destijds veel blessuregevallen had en vanwege financiële problemen moeilijk nieuwe spelers kon kopen.
Op de training zag Souness al dat Dia weinig getalenteerd was. Souness zei hierover: 'Iedereen die iets met voetbal te maken heeft weet dat je al na vijf minuten kan zien of iemand kan voetballen of niet. Na de eerste vijf minuten op de maandagochtend wisten we al dat Ali niets voor ons was. Hij was hopeloos. Maar wij hadden niet genoeg spelers om acht tegen acht te kunnen spelen, dus we hielden hem een week bij ons. En in die week raakten nog meer spelers geblesseerd.'
Op 23 november 1996 maakte Dia zijn debuut voor Southampton in de wedstrijd tegen Leeds United. Hij kwam na een halfuur in het veld voor de geblesseerde Matthew Le Tissier, omdat er verder geen aanvallers meer beschikbaar waren. Souness werd zodoende min of meer gedwongen om Dia te laten invallen. Hij verklaarde hierover: "Ik keek naar mijn bank en dacht: wat moet ik nou doen? We hadden een verdediger, een rechtsback en een linksback op de bank zitten. Dus Ali kwam erin. Hij liep overal waar de bal net was geweest. Het was alsof hij nog nooit eerder op een voetbalveld had gestaan".  Dia speelde dus, niet geheel verrassend, een dramatische wedstrijd en werd vlak voor tijd zelf ook gewisseld.  
Le Tissier verklaarde later dat hij dacht Dia een prijs op een veiling had gewonnen en daarom mee mocht trainen. Toen hij een dag later ook in de kleedkamer zat voor de wedstrijd veronderstelde Le Tissier dat dit ook bij de prijs hoorde. Hij kon zich niet voorstellen dat Dia een nieuwe speler van de club zou zijn, zo slecht was hij. Over zijn spel zij hei: "Hij rende over het veld als Bambi op ijs; het was erg gênant om te zien."
Na twee weken werd het contract met Dia ontbonden.